# Frode Johnsen
Frode Johnsen (n. Skien, Noruega, el 17 de marzo de 1974) es un exfutbolista noruego que jugó como delantero, siendo su último club el Odd Grenland de la Tippeligaen noruega. Johnsen jugó toda su carrera en Noruega y Japón.

## Clubes
| Club            | País    | Año         |
| --------------- | ------- | ----------- |
| Odd Grenland    | Noruega | 1993 - 2000 |
| Rosenborg       | Noruega | 2000 - 2006 |
| Nagoya Grampus  | Japón   | 2006 - 2008 |
| Shimizu S-Pulse | Japón   | 2009 - 2010 |
| Odd Grenland    | Noruega | 2011 - 2015 |

## Selección nacional
Johnsen fue internacional, representando a la selección de Noruega en 33 ocasiones y anotando 10 goles. Su último partido que jugó con su selección fue el 1 de junio de 2006 ante Corea del Sur.

## Palmarés

### Campeonatos nacionales
| Título          | Club      | País    | Año  |
| --------------- | --------- | ------- | ---- |
| Tippeligaen     | Rosenborg | Noruega | 2000 |
| Tippeligaen     | Rosenborg | Noruega | 2001 |
| Tippeligaen     | Rosenborg | Noruega | 2002 |
| Tippeligaen     | Rosenborg | Noruega | 2003 |
| Tippeligaen     | Rosenborg | Noruega | 2003 |
| Copa de Noruega | Rosenborg | Noruega | 2004 |
| Tippeligaen     | Rosenborg | Noruega | 2006 |